# Walter Lorenz (Historiker)
Walter Lorenz (* 4. November 1921 in Coburg; † 24. Januar 2007 in Remscheid) war ein deutscher Historiker und Archivar des Stadtarchivs Remscheid.

## Leben und Wirken
Walter Lorenz studierte in Bamberg und Erlangen und promovierte mit einer Arbeit über das Kloster Sonnefeld („Campus Solis“). Er war ab 1971 Archivar des Stadtarchivs Remscheid und Erster Vorsitzender der Abteilung Remscheid des Bergischen Geschichtsvereins. Außerdem war er Autor von Beiträgen in der Neuen Deutschen Biographie.

## Auszeichnungen und Ehrungen

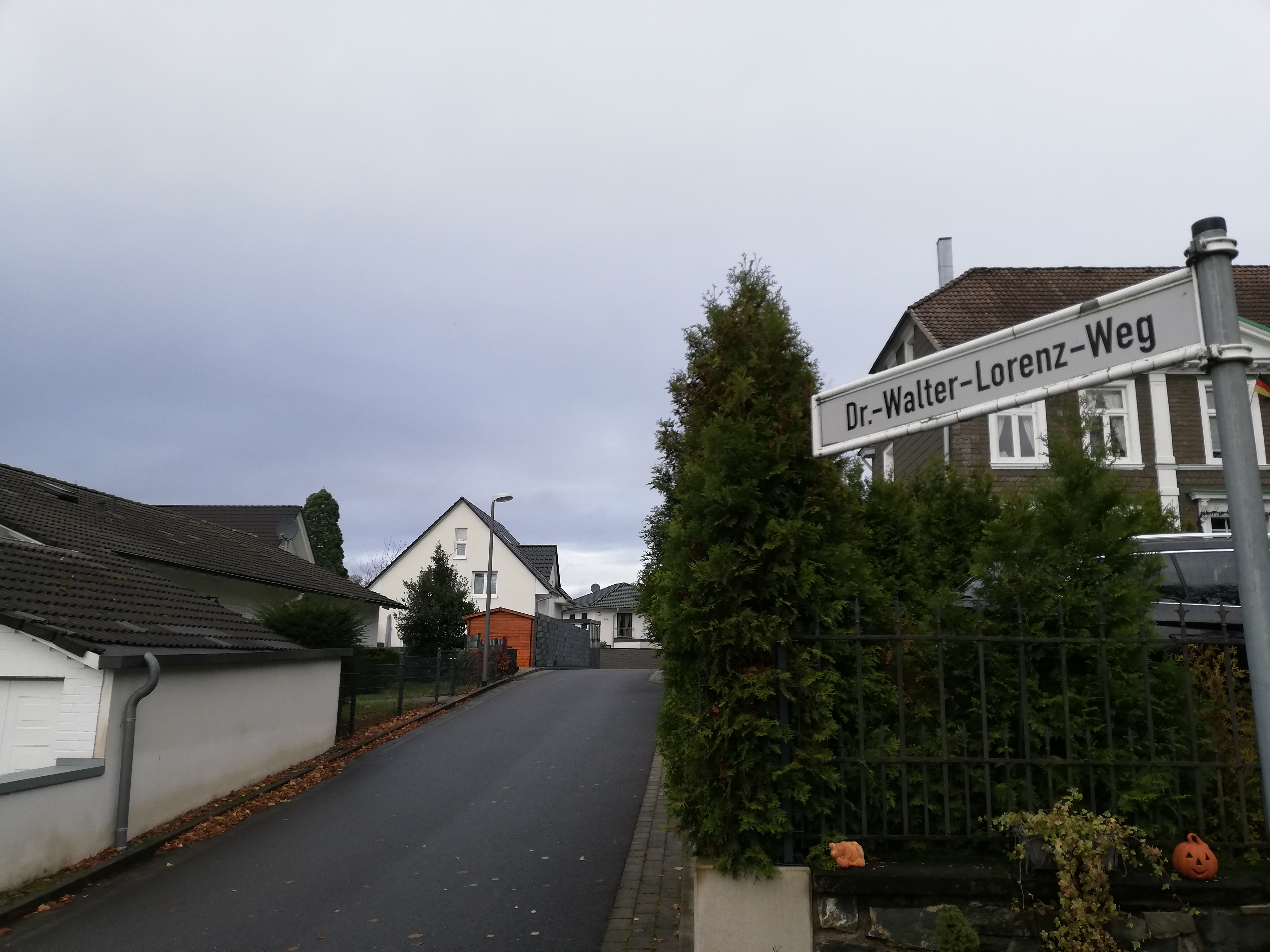
Dr.-Walter-Lorenz-Weg in einem Remscheider Neubaugebiet

- Rheinlandtaler 1989 für Verdienste um die Geschichte der Stadt Remscheid
- Ehrenmitglied des Bergischen Geschichtsvereins
- Die Benennung des Dr.-Walter-Lorenz-Weg in Remscheid (2010)[3]

## Werke
- Campus Solis. Geschichte und Besitz der ehemaligen Zisterzienserinnenabtei Sonnefeld bei Coburg Kallmünz  Verlag Michael Laßleben 1955
- Gohr, Nievenheim, Straberg. Quellen zur Geschichte des Amtes Nievenheim, seiner Bewohner und Siedlungen 1. Teil Bonn  Rheinland-Verlag 1973
- Gohr, Nievenheim, Straberg. Quellen zur Geschichte des Amtes Nievenheim, seiner Bewohner und Siedlungen 2. Teil Bonn  Rheinland-Verlag 1974
- Remscheid auf alten Postkarten, Braun, Duisburg 1979
- 75 Jahre Rathaus Remscheid, 1981
- 175 Jahre Stadt Remscheid, 1983
- Die Landgemeinde Fünfzehnhöfe. Werden und Vergehen einer ehemals selbstständigen Gemeinde. In: Geschichte & Heimat, Band 59, Nr. 7; Verlag J. F. Ziegler, Remscheid 1992
- Stadtbilder aus Remscheid, 1999, ISBN 3-931554-76-7